# إنفينيتي كيو 50
إنفينيتي كيو 50، هي سيارة فاخرة صغيرة الحجم، صنعت بواسطة شركتي نيسان ودونغفينج نيسان لعلامة إنفينيتي الفاخرة. جاءت هذه السيارة لتحل محل طراز إنفينيتي جي لاين سيدان. كشفت عنها لأول مرة في معرض أمريكا الشمالية الدولي للسيارات لعام 2013، وبدأت مبيعاتها في أمريكا الشمالية خلال الربع الثالث من عام 2013، وفي أوروبا خلال الربع الرابع من نفس العام. يُعتبر طراز كيو 50 نسخة التصدير من سيارة نيسان سكايلاين في 37 الموجهة للسوق اليابانية المحلية.
حافظ تصميم سيارة إنفينيتي كيو 50 على السمات التي ظهر بها لأول مرة في السيارة الاختبارية إنفينيتي إيسنس عام 2009، وكذلك في طراز إنفينيتي إم الصادر عام 2011. وكانت كيو 50 أول طراز أساسي من إنفينيتي يطرح بنسخة هجينة، إلا أن هذا الخيار ألغي لاحقًا ابتداءً من طراز عام 2019.

## سيارة سيدان كيو 50 (2013–2024)
استند تصميم سيارة إنفينيتي كيو 50 إلى عناصر مستمدة من نموذجَي إنفينيتي إيسنس، حيث اشتمل على عمود C مقطوع على شكل هلال، وقسم عميق للجسم، وتصميم داخلي غير متماثل مع تشطيبات فاخرة، بالإضافة إلى نموذج إنفينيتي إيثيريا الذي تميز بمصابيح أمامية مميزة وشبكة أمامية ثلاثية الأبعاد ذات قوس مزدوج، إلى جانب تشطيبات داخلية راقية. تم الانتهاء من تصميم الإنتاج النهائي لسيارة كيو 50 في يونيو 2011، وذلك بإشراف المصمم جويل بايك وبقيادة المدير التنفيذي للتصميم شيرو ناكامورا.
كشف عن سيارة السيدان إنفينيتي كيو 50 لأول مرة في معرض أمريكا الشمالية الدولي للسيارات لعام 2013، تلا ذلك عرضها في معرض كندا الدولي للسيارات 2013، ثم في معرض جنيف للسيارات في نفس العام، حيث قُدمت هناك بنسخة بمحرك هجين ومحرك ديزل بسعة 2.2 لتر. كما عرضت السيارة في معرض دبي الدولي للسيارات 2013، وفي معرض قوانغتشو للسيارات في الصين بمحرك توربيني بسعة 2.0 لتر بقوة 214 حصانًا من تصنيع شركة دايملر إيه جي (مرسيدس بنز). كما عرضت أيضًا في ميناء فيكتوريا في هونغ كونغ.
تضمنت الموديلات المبكرة لسيارة إنفينيتي كيو 50 في الولايات المتحدة وكندا محرك V6 بسعة 3.7 لتر يولد قوة 333 حصانًا، بالإضافة إلى محرك هجين بسعة 3.5 لتر ينتج قوة 364 حصانًا. وقد توفرت كل من هذه المحركات بخيار الدفع بالعجلات الخلفية أو نظام الدفع الرباعي الذكي، مع توفر السيارة في عدة فئات تشمل نسخًا رياضية مميزة.
طرحت الموديلات الأمريكية للبيع في أغسطس 2013. 

تضمنت الطرازات الكندية الأولى من سيارة إنفينيتي كيو 50 خيارات متعددة من المحركات وأنظمة الدفع. تم تقديم الطرازات بمحرك V6 سعة 3.7 لتر في عدة فئات، منها: Q50 RWD، وQ50 Sport RWD، إلى جانب طرازات بنظام الدفع الرباعي مثل Q50 Premium AWD، وQ50 Premium AWD Navi، بالإضافة إلى فئة Q50 Premium AWD Navi and Deluxe Touring and Tech، وفئتي Q50 Sport AWD وQ50 Sport AWD Deluxe Touring and Tech.

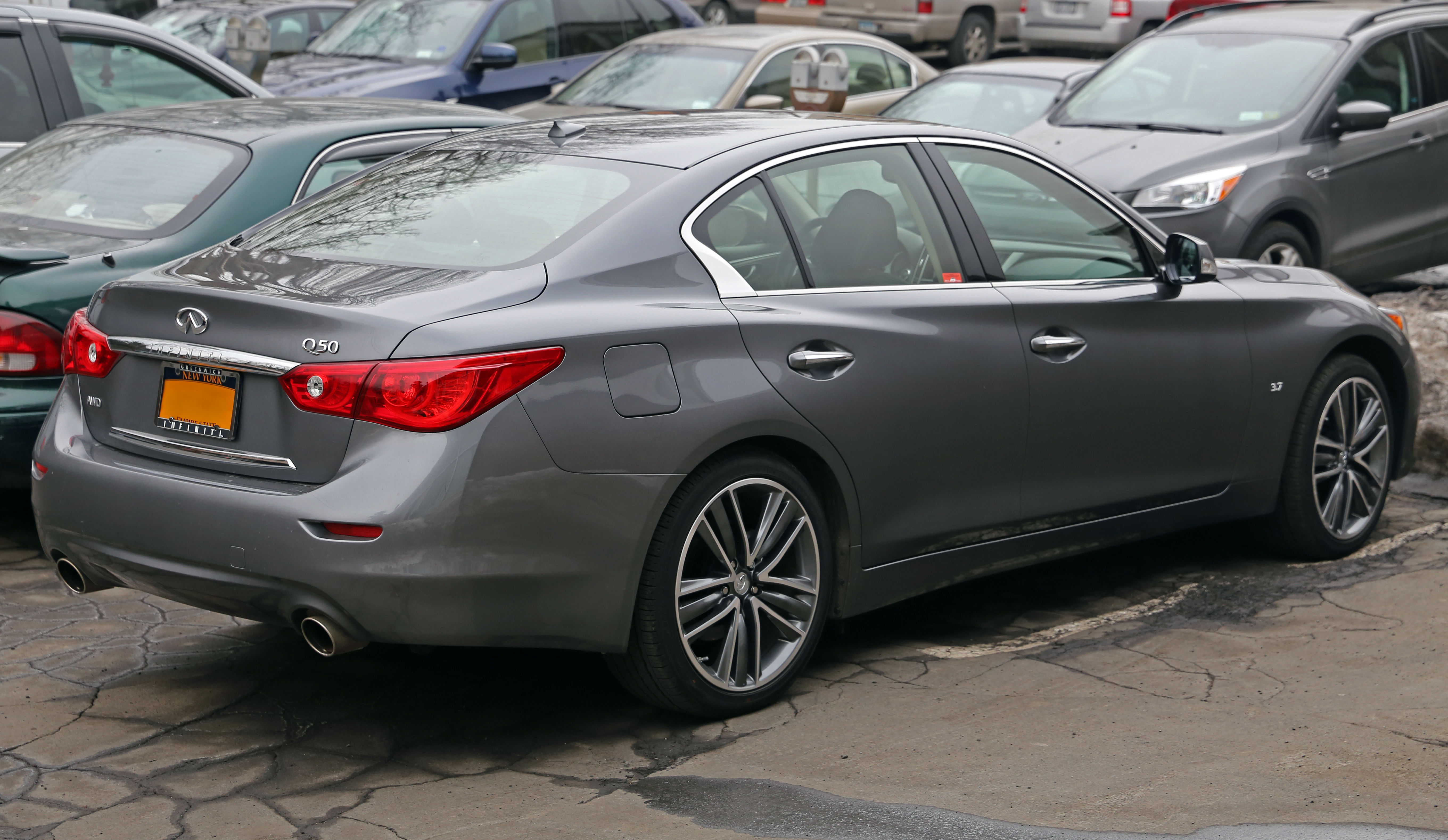
إنفينيتي كيو 50 (في 37)

كما شملت التشكيلة طرازات هجينة بمحرك V6 سعة 3.5 لتر، وتوفرت في فئات Q50 Hybrid Premium RWD، وQ50 Hybrid Premium AWD، وQ50 Hybrid Sport AWD.
تضمنت النماذج الأوروبية المبكرة 2.2d والهجينة.   وأضيف طراز 2.0 RWD (211 حصان) من إنفينيتي في عام 2014. 
في الصين، تم بيع سيارة كيو 50 3.7 لتر موديل 2014 كسيارة مستوردة حتى بدء الإنتاج في الصين.   انضم أيضًا طراز 2.0 RWD (211 حصانًا) وكيو 50 Hybrid إلى المجموعة. 
كان من المقرر طرح موديلات الشرق الأوسط للبيع في ربيع عام 2014 كسيارات موديل عام 2014. تتضمن الموديلات المبكرة محرك V6 سعة 3.7 لتر ومحرك هجين سعة 3.5 لتر، وكلاهما بنظام الدفع الخلفي. 
تم طرح الموديلات الأسترالية للبيع في فبراير 2014، وتم إطلاقها مع موديلات الديزل 2.2d والبنزين الهجينة 3.5d. 
تم طرح موديلات هونج كونج للبيع كمركبات موديل عام 2014. 